# Saint-Pierre-lès-Nemours
Saint-Pierre-lès-Nemours là một xã ở tỉnh Seine-et-Marne, thuộc vùng Île-de-France ở miền bắc nước Pháp.

## Dân số
Người dân ở Saint-Pierre-lès-Nemours được gọi là Saint-Pierrois.
Điều tra dân số năm 1999, xã này có dân số là 5.815.